# 八邊形數
八邊形數是能排成八邊形的多邊形數，是有形數的一種。其概念類似三角形數及平方數，不過八邊形數和三角形數及平方數不同，所對應的形狀沒有旋轉群對稱性的特性（參考十二邊形數）。
前幾個八邊形數為:
1, 8, 21, 40, 65, 96, 133, 176, 225, 280, 341, 408, 481, 560, 645, 736, 833......（OEIS數列A000567）
第n個八邊形數可用以下公式求得:
{\displaystyle n^{2}+4\sum _{k=1}^{n-1}k=3n^{2}-2n}
{\displaystyle O_{n}=3n^{2}-2n}.
八邊形數有不斷的奇偶交替的性質。
八邊形數在十進制中的末位數以1,8,1,0,5,6,3,6,5,0的規律循環出現。
根據費馬多邊形數定理，所有的整數都可以表示成至多8個八邊形數的和。
只有兩個數需要用8個八邊形數的和才能表示：15、36。